# 巴赖-比索勒
巴赖-比索勒（法語：Barrais-Bussolles，法語發音：[baʁɛ bysɔl]）是法国阿列省的一个市镇，位于该省东南部，属于维希区。该市镇于1833年由原市镇巴赖（Barrais）和比索勒（Bussolles）合并而成。

## 地理
巴赖-比索勒（46°17'28"N, 3°42'56"E）面积25.34 平方千米，位于法国奥弗涅-罗讷-阿尔卑斯大区阿列省，该省份为法国中部省份，北起涅夫勒省、西北接谢尔省，西南至克勒兹省，南至多姆山省，东南临卢瓦尔省，东临索恩-卢瓦尔省。
与巴赖-比索勒接壤的市镇（或旧市镇、城区）包括：昂德拉罗什、贝尔、德鲁瓦蒂里耶、拉帕利斯、洛德、圣普里、泰什河畔瓦雷讷。
巴赖-比索勒的时区为UTC+01:00、UTC+02:00（夏令时）。

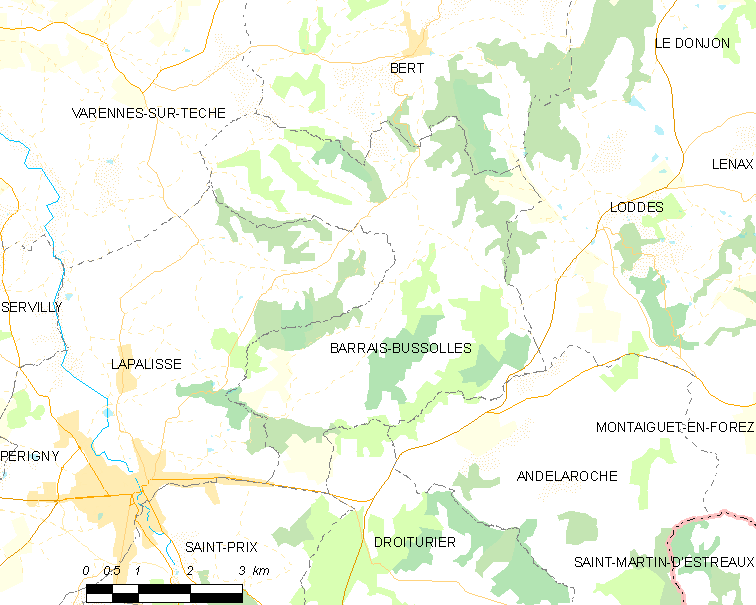
巴赖-比索勒的OSM定位图

## 行政
巴赖-比索勒的邮政编码为03120，INSEE市镇编码为03017。

## 政治
巴赖-比索勒所属的省级选区为拉帕利斯县。

## 人口

1962-2008年间巴赖-比索勒人口变化图示

巴赖-比索勒于2022年1月1日时的人口数量为185人。